# میک گادازبی
میک گادازبی (انگلیسی: Mick Gadsby؛ زادهٔ ۱ اوت ۱۹۴۷) بازیکن فوتبال اهل بریتانیا است.
از باشگاه‌هایی که در آن بازی کرده‌است می‌توان به باشگاه فوتبال یورک سیتی، باشگاه فوتبال هارتل پول یونایتد، باشگاه فوتبال گریمزبی تاون، باشگاه فوتبال نوتس کانتی، و باشگاه فوتبال برادفورد سیتی اشاره کرد.